# イヌイ倉庫
イヌイ倉庫株式会社（イヌイそうこ）は、東京都中央区に本社を置いていた物流、不動産会社である。2014年10月1日に乾汽船株式会社を吸収合併し、乾汽船株式会社に商号変更した。

## 概要
神戸で海運業を営み、神戸海運五人男と称された乾財閥当主乾新兵衛が、1925年に土地の売買、賃貸借および金銭の貸付を行う目的で「関東土地株式会社」を設立した。2014年10月の合併で消滅会社となった（旧）「乾汽船株式会社」は乾財閥の持株会社であった乾合名会社の後身である。

## 沿革
- 1925年（大正14年） - 乾新兵衛が「関東土地株式会社」を創立し土地の売買、賃貸借および金銭の貸付業務を営む。
- 1929年（昭和4年） - 勝どき地区にて倉庫業を開始。商号を「乾倉庫土地株式会社」と改める。
- 1936年（昭和11年） - 商号を「乾倉庫株式会社」と改める。
- 1944年（昭和19年） - 日本倉庫統制株式会社にすべての所管倉庫および従業員の大半を提供。
- 1945年（昭和20年） - 日本倉庫統制株式会社より営業を復元、乾倉庫株式会社として再出発。
- 1961年（昭和36年） - 株式を東京証券取引所第二部に上場。
- 1985年（昭和60年） - 商号を「イヌイ建物株式会社」と改める。
- 2009年（平成21年）4月1日 - 商号を「イヌイ倉庫株式会社」に変更。
- 2014年（平成26年）10月1日 - （旧）乾汽船株式会社を吸収合併し、商号を「乾汽船株式会社」に変更。